# 突き指パンダ
突き指パンダ（つきゆびパンダ）は、日本のバンド。

## 概要
漫画家の葉月京と声優の宇和川恵美が2008年に結成したバンド。サウンドコンセプトは「昭和の香り漂う、ちょっぴり変でキャッチーな歌」
2017年に活動休止。

## メンバー
- 葉月京（はつき きょう） - コーラス・ボーカル・ギター
- 宇和川恵美 （うわがわ えみ） -ボーカル
- GAKU （がく） - キーボード